# Лунинский заказник
Лу́нинский заказник — биологический заказник республиканского значения, образованный в 1997 году на территории Лунинецкого района Брестской области Белоруссии для сохранения ценных лесных формаций и озёр с комплексом редких и исчезающих видов растений и животных, занесённых в Красную книгу Белоруссии. Ранее на этой территории располагался государственный ландшафтный заказник республиканского значения «Белое».
28 декабря 2023 года республиканский биологический заказник «Лунинский» преобразован в республиканский заказник «Лунинский».

## Описание
Заказник общей площадью 92,83 км² расположен на болотно-лесистой равнине. На его территории находятся два озера: Белое и Чёрное, которые являются окунёво-плотвичными водоёмами. Лесообразующими породами являются сосна, берёза и чёрная ольха. Около 286 гектаров занимают дубравы в возрасте 90—140 лет. Преобладающие виды почв: дерновая, торфяно-болотная, дерново-подзолистая, дерново-карбонатная. Из редких видов растений, занесённых в Красную книгу, произрастают восемь видов: лобелия Дортмана, полушник озёрный, арника горная, венерин башмачок настоящий, любка зеленоцветковая, пыльцеголовник красный, лук медвежий (черемша) и др. В границах заказника обитают 15 видов редких птиц: змееяд, малый погоныш, орлан-белохвост, скопа, сизоворонка, серый журавль, обыкновенная пустельга, малая и большая выпь, зелёный дятел и др., орешниковая соня, обитает крупный и редкий вид жуков-плавунцов — плавунец широчайший. Заказник является объектом экологического туризма. На территории заказника запрещено разводить костры, разбивать лагеря, парковать автомобили вне специальных стоянок.